# Fresnoy-Andainville
Fresnoy-Andainville är en kommun i departementet Somme i regionen Hauts-de-France i norra Frankrike. Kommunen ligger i kantonen Oisemont som tillhör arrondissementet Abbeville. År 2022 hade Fresnoy-Andainville 94 invånare.

## Befolkningsutveckling
Antalet invånare i kommunen Fresnoy-Andainville
| Referens: INSEE |